# Ветлянка (Красноярский район)
Ветлянка — село в Красноярском районе Самарской области в составе сельского поселения Светлое Поле.

## География
Находится на правом берегу реки Сок на расстоянии примерно 4 километров по прямой на юго-запад от районного центра села Красный Яр.

## Население
Постоянное население составляло 15 человек (русские 80%) в 2002 году, 42 в 2010 году. 